# Dolchgriff K 1104
Der Dolchgriff K 1104 ist der aus Elfenbein gefertigte Griff eines Prunkdolches aus der prädynastischen Periode (Naqada IId, um 3200 v. Chr.) der ägyptischen Geschichte. Er wurde Anfang der 1990er Jahre auf dem Friedhof U in Umm el-Qaab bei Abydos gefunden.

## Fundumstände
Die Fragmente dieses Dolchgriffes stammen aus dem Grab U-127. Das Grab ist etwa 1,80 m breit, 4 bis 5 m lang und hat eine Tiefe von etwa 1,70 m unter dem Wüstenniveau. Es ist besonders im Südbereich stark gestört. In der Grube wurden Reste einer hölzernen Auskleidung und eines Holzsarges gefunden. Zum Grabinventar gehörten zahlreiche Keramikgefäße und Gegenstände aus Elfenbein, Stein, Flint und Gold. Neben den hier beschriebenen Fragmenten waren dies die Fragmente des ebenfalls verzierten Messergriffs K 1103, Fragmente von zwei weiteren, unverzierten Messergriffen, Würfelstäbe, verschieden geformte Spielsteine aus Elfenbein, Spielkugeln aus Kalkstein, eine zur Hälfte erhaltene Birnenkeule aus Kalzit, ein Fischschwanzmesser, mehrere Mikrolithen, Scheibenperlen, Blattgoldfäden (eventuell von einem Gewand) sowie Bröckchen aus Malachit und Bleiglanz. In der nahen Umgebung wurde noch ein Messer in „ripple-flake“-Technik gefunden, das jedoch keinem bestimmten Grab zugeordnet werden konnte. Durch die Keramik kann das Grab U-127 sicher in die Stufe Negade IId datiert werden.

## Beschreibung
Der Dolchgriff ist in drei Fragmenten erhalten. Das größte hat eine Länge von 13,75 cm, eine Breite von 2,6 cm und einen Durchmesser von 1,6 cm. Es macht fast die Hälfte des ursprünglichen Griffes aus. Hinzu kommen ein kleines, 1,5 cm langes Fragment von der Vorder- und ein 1,9 cm langes Fragment von der Rückseite. Der Dolchgriff hatte in seinem oberen Teil einen halbkreisförmigen Knauf. Der Mittelteil war breitoval und der untere Teil wird als mondsichelförmige Umfassung für die Klinge rekonstruiert. Die Vorderseite ist flach, die Rückseite leicht gewölbt.
Die Dekoration besteht aus Tierreihen und ist so ausgerichtet, dass die Klinge des Dolches beim Betrachten nach oben zeigt. Sie ist in zwei Bereichen angebracht: Zum einen umlaufend auf dem Mittelteil zum Knauf hin, zum anderen auf beiden Seiten der Griffumfassung. Die Dekoration des Mittelteils hat sich nur noch auf der Vorderseite erhalten. Sie ist durch sieben feine Wulstringe in sechs Bildstreifen untergliedert, in denen sich die Reste von Tierreihen erhalten haben. In der obersten Reihe sind zwei nach links laufende Vierbeiner, wohl Gazellen, abgebildet. Im dritten Streifen sind zwei nach rechts ausgerichtete Löwen zu erkennen. Weitere Tiere haben sich nicht erhalten. Dafür haben sich allerdings im zweiten, dritten und vierten Bildstreifen Reste einer Kreuzschraffur erhalten, die am obersten Ring in zipfelförmige Reliefs münden. Dabei handelt es sich vielleicht um ein Netz, und die gesamte Szene würde eine Jagd auf Wildtiere darstellen.
Das Dekor an der Klingenumfassung wird auf beiden Seiten durch Kordelbänder in Bildstreifen unterteilt. Auf der Vorderseite ist eins dieser Bänder zu sehen, auf der Rückseite zwei. Die Dekoration der Vorderseite hat sich lediglich auf einem kleinen Fragment erhalten. Es zeigt im Abschnitt unter dem Band drei nach rechts blickende Vögel mit langen Hälsen. Eine genauere Artbestimmung ist nicht möglich. Im Abschnitt über dem inneren Band sind noch fünf Füße von nach links gehenden Sohlengängern zu erkennen. Auf der Rückseite hat sich etwas mehr erhalten. Hier ist zum einen auf dem großen Grifffragment rechts unter dem äußeren Band eine Reihe von fünf langhalsigen, nach rechts blickenden Vögeln abgebildet. Hinter ihnen folgen mindestens fünf Tiere mit gedrehten Hörnern (Widder?). Über dem Band erkennt man noch die Füße zweier Sohlengänger. Auf der linken Rückseite hat sich auf einem kleinen Fragment noch der Rest einer Tierreihe aus dem Abschnitt zwischen den beiden Bändern erhalten. Wiederum sind vier langhalsige, nach links blickende Vögel zu sehen. Ihnen folgen zwei Flügeldrachen. Dieses Mischwesen ist auf den Messergriffen bislang nur vom Gebel-el-Tarif-Messer bekannt. Über der Tierreihe folgt ein Rest des inneren Bandes. Der darüber liegende Bildstreifen ist nicht erhalten.